# Alicja Jasina
Alicja Jasina, née en 1990 en Pologne, est une réalisatrice d'animation, illustratrice et scénariste polonaise basée à Los Angeles.

## Biographie

### Formation
Alicja Jasina grandit à Szczecin, le chef-lieu de la voïvodie de Poméranie-Occidentale et obtint une licence en illustration et animation de l'université de Kingston (2010-2013) et une maîtrise de la 'Division John C. Hench' en animation et arts numériques (2013-2016) à l'université de Californie du Sud (en anglais :University of Southern California, USC), une université privée située à Los Angeles.

### Carrière
Elle remporte le Royal Television Society Award pour son court-métrage The Light Bulb en 2014. Elle reçoit la médaille d'or de l'Oscar étudiant des mains de Lucy Liu (劉玉玲 pinyin : Liú Yùlíng) en 2016 pour son court-métrage intitulé Once Upon A Line,, pour lequel elle sera également nommée aux BAFTA Los Angeles en 2017.